# 1-decanol
1-decanolul (denumit și alcool n-decilic sau alcool capric) este un compus organic cu formula chimică CH3(CH2)9OH. Este un compus incolor sau ușor gălbui, lichid și vâscos, insolubil în apă și cu miros aromatic.
Poate fi obținut în urma reacției de hidrogenare a acidului decanoic sau prin procedeul Ziegler. Decanolul este utilizat pentru fabricarea de plastifianți, lubrifianți, surfactanți și solvenți. Penetrabilitatea sa foarte bună prin piele a dus la investigarea sa pentru potențarea transportului transdermic al unor medicamente.